# ماكسيميليان حيدر
ماكسيميليان حيدر (بالألمانية: Maximilian Haider)‏ (و. 1950 – م) هو فيزيائي، وأستاذ جامعي من النمسا . ولد في النمسا .

## مناصب وهيئات
أدار معهد كارلسروه للتكنولوجيا.

## جوائز
حصل على جوائز منها:
- جائزة وولف في الفيزياء (2011).